# Yua austroorientalis
Yua austroorientalis är en vinväxtart som först beskrevs av Franklin Post Metcalf, och fick sitt nu gällande namn av Chao Luang Li. Yua austroorientalis ingår i släktet Yua och familjen vinväxter. Inga underarter finns listade i Catalogue of Life.